# Chapter Spitalfields
Chapter Spitalfields, originalmente conocido como Nido Spitalfields, es una residencia de estudiantes ubicada en la 100 Middlesex Street en Spitalfields, en el centro de Londres.  Es la tercera residencia de estudiante más alta del mundo, tras el Sky Plaza en Leeds y 17 New Wakefield Street en Mánchester. La torre de 34 pisos se encuentra dentro del distrito londinense de Tower Hamlets, Middlesex Street limita con la City de Londres, donde se encuentran otros edificios de altura.
Antes de la construcción del actual edificio, la parcela albergaba un edificio de oficinas de 8 plantas construido en los 60, el Rodwell House.
En 2015, Nido Spitalfields fue adquirido por Greystar Real Estate Partners.
La torre aparece en el episodio "La boda de River Song" de la serie Doctor Who.[cita requerida]

## Galería

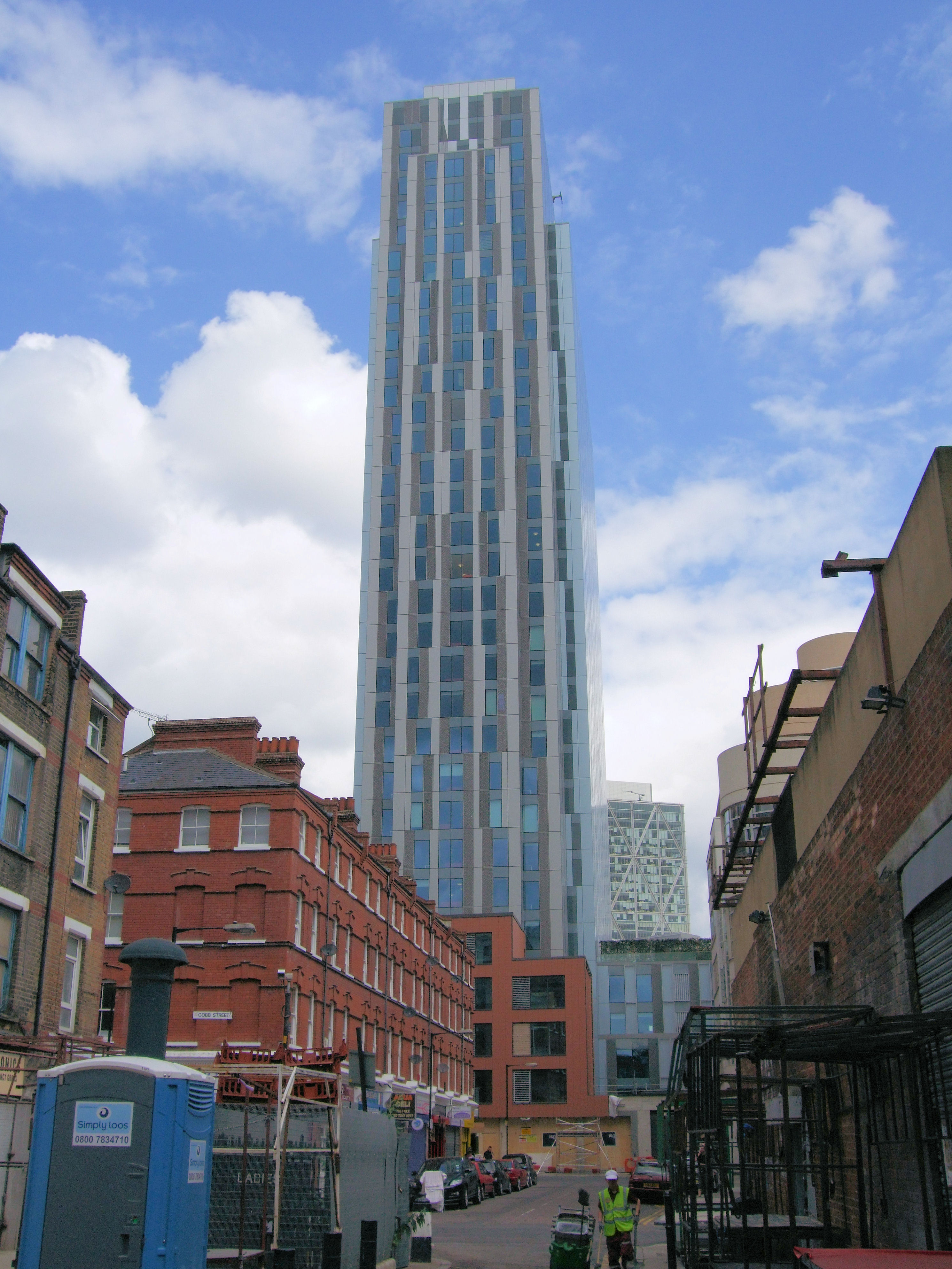
Vista lateral
El edificio en primer plano con los edificios de la City de Londres detrás